# Rowlatt Act
Der Rowlatt Act (amtliche Bezeichnung: Anarchical and Revolutionary Crimes Act) war ein am 18. März 1919 verabschiedetes Gesetz in Britisch-Indien, das  „Sicherheitsmaßnahmen“ der Kriegszeit auf unbestimmte Zeit verlängerte, um öffentliche Unruhen kontrollieren und Verschwörungen aufdecken zu können. Das Gesetz wurde nach dem Richter Sir Sidney Rowlatt benannt, dem Vorsitzenden der Kommission, die den Gesetzesvorschlag erarbeitet hatte. Es erlaubte der Regierung, jede des Terrorismus verdächtige Person innerhalb des indischen Kolonialreichs ohne Gerichtsverfahren zu inhaftieren.
Im Council of State hatte V. S. Srinivasa Sastri in Anwesenheit des Vizekönigs eine leidenschaftliche Rede gegen den Gesetzentwurf gehalten. Neben anderen indischen Politikern war auch Mohandas Gandhi ein entschiedener Gegner dieses Gesetzes und argumentierte, dass nicht jeder bestraft werden sollte als Antwort auf isolierte politisch motivierte Straftaten. Da der Rowlatt Act ein Ermächtigungsgesetz war, konnte Gandhi aber seine erprobte Kampagnentaktik der gezielten Gesetzesüberschreitung hier nicht anwenden. Das Gesetz führte zu Empörung in der Öffentlichkeit, aber auch bei den indischen Politikern, woraufhin die Zentralregierung repressive Maßnahmen ergriff.
Am 6. April wurde ein Hartal – der Begriff stammt von Gandhi – organisiert, bei dem die Arbeit ruhte sowie indische Geschäftsleute ihre Läden schlossen und zum Zeichen ihrer Empörung über das Gesetz fasteten. Gandhi ließ zwei seiner verbotenen Bücher, Hind Swaraj und Sarvodaya drucken und als Zeichen Zivilen Ungehorsams öffentlich am Ende des Hartal und des 24-stündigen Fastens verkaufen. Dabei wurde den Käufern erklärt, dass sie wahrscheinlich inhaftiert würden. Die Regierung unterlief Gandhis Strategie dadurch, dass sie erklärte, nicht die verbotenen Bücher, sondern ein Neudruck sei verkauft worden, weshalb der Verkauf nicht strafbar gewesen sei.
Der Hartal in Delhi war überschattet von wachsenden Spannungen, aus denen Unruhen im Punjab und anderen Provinzen resultierten. In Delhi, wo der Hartal bereits am 30. März begann, eröffnete die Polizei das Feuer auf Demonstranten, die friedlich zum Bahnhof zogen. Ähnlich entwickelten sich die Dinge in Lahore. Nachdem der Gouverneur des Punjab, Sir Michael O’Dwyer, verfügt hatte, Gandhi dürfe den Punjab nicht betreten, und sich das Gerücht verbreitete, Gandhi sei verhaftet worden, schlugen Demonstrationen in gewalttätige Ausschreitungen um. In Pydhuni wurde Gandhi Zeuge, wie berittene Polizei mit Lanzen einen Demonstrationszug gewaltsam auflöste. In Ahmedabad gerieten Spinnereiarbeiter über das Gerücht, Gandhi sei im Gefängnis, so sehr in Wut, dass sie einen Unteroffizier töteten. In Nadiad wurde versucht, Eisenbahnschienen aufzureißen.
Wegen des Erstarkens der Protestbewegung im Punjab wurden zwei der Führungsfiguren des Indischen Nationalkongresses, Satya Pal und Saifuddin Kitchlew, verhaftet und an einen unbekannten Ort gebracht. In der Folge kam es zum Massaker von Amritsar, bei dem Hunderte friedlicher Teilnehmer einer Protestversammlung – Männer, Frauen und Kinder – vom Militär erschossen wurden.
Gandhi stellte daraufhin fest, seine Landsleute seien noch nicht reif für eine solche Auseinandersetzung und suspendierte den Hartal. Er erklärte, er habe einen „Fehler von der Größe des Himalaya“ begangen.
Der Rowlatt Act wurde zusammen mit anderen Sondergesetzen 1922 durch den Special Laws Repeal Act aufgehoben.